# Kiely Williams
Kiely Alexis Williams, även känd som Anmol Bassan, född 9 juli 1986 i Alexandria, Virginia, är en amerikansk singer-songwriter, skådespelare och dansare. Hon är mest känd för rollen som Aquanette "Aqua" Walker i filmerna The Cheetah Girls, The Cheetah Girls 2 och The Cheetah Girls 3.
Från 2003 till 2008 var Williams med i musikgruppen The Cheetah Girls tillsammans sina kollegor Adrienne Bailon och Sabrina Bryan.
Hon var även med i musikgruppen 3LW fram till år 2007. Hon är yngre syster till sångerskan Michelle Williams.

## Diskografi

### Med 3LW
Studioalbum
- 2000 – 3LW
- 2002 – A Girl Can Mack
- 2002 – Naughty or Nice

Singlar
- 2000 – "No More (Baby I'ma Do Right)"
- 2001 – "Playas Gon' Play"
- 2002 – "I Do (Wanna Get Close to You)" (med Diddy och Loon)
- 2002 – "Neva Get Enuf" (med Lil Wayne)
- 2006 – "Feelin' You" (med Jermaine Dupri)

### Med The Cheetah Girls
Studioalbum
- 2005 – Cheetah-licious Christmas
- 2007 – TCG
- 2008 – One World

Livealbum
- 2007 – In Concert: The Party's Just Begun Tour

Singlar
- 2005 – "Cheetah-licious Christmas"
- 2005 – "Five More Days 'til Christmas"
- 2006 – "Route 66"
- 2007 – "So Bring It On"
- 2007 – "Fuego"

## Filmografi
Film
- 2008 – The Sisterhood of the Traveling Pants 2  (sv.: Systrar i jeans – Andra sommaren)
- 2008 – The House Bunny
- 2010 – Elle: A Modern Cinderella Tale
- 2010 – Stomp the Yard 2: Homecoming
- 2013 – Holla II

Television
- 1993 – TriBeCa (1 avsnitt)
- 2001 – Taina (1 avsnitt)
- 2003 – The Cheetah Girls (TV-film)
- 2006 – The Cheetah Girls 2 (TV-film)
- 2007–2008 – Disney Channel Games
- 2008 – The Cheetah Girls: One World (TV-film)
- 2008 – Studio DC: Almost Live ("The second show")
- 2008 – The Suite Life of Zack & Cody (sv.: Zack & Codys ljuva hotelliv) (1 avsnitt)
- 2017 – Celebrity Family Feud (1 avsnitt)